# Medio tutissimus ibis
Medio tutissimus ibis (ч. „медио тутисимус ибис”) значи Средином ћеш најсигурније ићи. (Овидије)

## Поријекло изреке
У Овидијевом епском спјеву Метаморфоза овим ријечима је Бог Сунца Хелиос савјетовао сина Феатонта, испровоцираног увредама Зевсовог сина Епафа који га је назвао потомком ништавног смртиника, када му је — да се докаже — дао своја кола са крилатим коњима. Кола са крилатим коњима у рукама надобудног Феатонта су постала разуздана. Када су се подигла превисоко, земља је заледила, а када су се кретала ниско, све биље је изгорјело. Смирила су се тек када их је сам Зевс погодио муњом. Сурвала су се у ријеку Еридан. Феатонт је погинуо, а земља је била спасена од уништења.

## Тумачење
Крајности или екстреми су опасни. Средњи пут је увијек најбољи.

## Галерија
- Насловна страна Овидијевог епа Метаморфоза
- Хелиос у својим колима
- Феатонтов пад (Рубенс)